# Kermia cylindrica
Kermia cylindrica är en snäckart. Kermia cylindrica ingår i släktet Kermia och familjen Turridae. Inga underarter finns listade i Catalogue of Life.